# Tommy Gun Records
Tommy Gun Records es una compañía discográfica independiente fundada en Buenos Aires, Argentina, por el productor discográfico y realizador artístico Alejandro Taranto en el año 1991, tras su extenso trabajo como mánager de bandas como Riff, Los Abuelos de la Nada, G.I.T., Los Fabulosos Cadillacs y Los Guarros durante la década de 1980. 
Su catálogo incluye a artistas de la talla de Massacre, A.N.I.M.A.L., Zumbadores, Nonpalidece, Luciano Jr. (ex-percusionista de Los Fabulosos Cadillacs), Los Grillos, y más recientemente, Infierno 18 y Lucale entre muchos otros artistas.

## Historia
Tommy Gun Records comenzó a ver la luz como proyecto discográfico fehaciente dos años después de que Alejandro Taranto se alejara de Los Fabulosos Cadillacs, tras la realización como productor ejecutivo y artístico del disco El satánico Dr. Cadillac en 1989. Fueron los mismos Cadillacs, dos años más tarde, quienes impulsaron a Alejandro Taranto a ver a la incipiente banda Massacre Palestina, para que la incorporara al nuevo sello discográfico.  
Sol Lucet Omnibus, el primer disco que vio la luz bajo el sello Tommy Gun Records, fue editado en el año 1992, fabricado y distribuido por BMG Argentina, luego de que la banda recortara su nombre a Massacre tras el atentado a la embajada de Israel en Argentina. De ese disco quedaron canciones memorables para el rock under argentino, como la eterna From Your Lips y Nuevo día.  
Ese mismo año vieron la luz Acosados Nuestros Indios Murieron Al Luchar, primer disco de la banda de Metal argentino A.N.I.M.A.L.(fabricado y distribuido por Distribuidora Belgrano Norte), y Pecado Tras Pecado de la banda de rock progresivo Mandrágora. Por aquel entonces, Alejandro Taranto aún mantenía América Rock, productora artística y agencia internacional que fue la primera en traer a Jerry Lee Lewis y Sepultura a la Argentina. 
Siendo uno de los primeros sellos discográficos independientes de la Argentina, Tommy Gun Records debió afrontar las transformaciones que impuso el mercado con la llegada del CD en la primera mitad de la década de 1990, los nuevos desarrollos en materia de diseño y arte de tapa, y las transformaciones culturales y musicales que se suscitaron con el cambio de década. El nombre "Tommy Gun" le fue sugerido a Alejandro Taranto mientras observaba miniaturas de ametralladoras Thompson en una juguetería de la ciudad de Nueva York, y como homenaje al séptimo sencillo de la banda de punk The Clash, Tommy Gun, y el primero de su segundo álbum, Give 'Em Enough Rope, de 1978. 
El 17 de agosto de 1993, Tommy Gun Records marcó un hito en la historia del rock argentino y sudamericano (muy cerca de su ídolo, Rick Rubin, quien varios años más tarde produjo a Johnny Cash) al realizar y preparar la primera serie de conciertos de rock en un penal argentino. Conocido como Radio Olmos a causa de la radio que funcionaba en el penal, allí se presentaron en un concierto único ante cientos de reclusos Letal, Hermética, A.N.I.M.A.L., Massacre, U.K. Subs, Pilsen y Attaque 77, conciertos todos ellos editados por el sello, junto a Fin de un mundo enfermo, segundo álbum de A.N.I.M.A.L. y el disco de Daniel Tellis Proyect, en 1993.
Hasta mediados de la década de 1990, los discos de Tommy Gun se distribuyeron con una etiqueta en la portada que rezaba: "100% Rock".

## Bandas que han editado en Tommy Gun Records
- Área 69.
- Asesinos Cereales.
- Attaque 77.
- Colérico Buda.
- Daniel Telis.
- Días Felices.
- Don Adams.
- Hermética.
- Historia del Crimen.
- Illumenesse.
- Infierno 18.
- La Araoz Band.
- La Mississippi.
- Letal.
- Los Datos Vuelta.
- Los Grillos.
- Lucale.
- Luciano Jr.
- Mandrágora.
- Massacre.
- Minoría Activa.
- NAIM.
- Nonpalidece.
- Pilsen.
- Pork.
- Timmy O'Tool.
- Tras las Púas.
- Tristemente Célebres.
- U.K. Subs.
- Zumbadores.